# Kai Friis Møller
Kai Friis Møller (født 15. august 1888 i København, død 22. februar 1960 på Frederiksberg) var en dansk digter, litteraturkritiker, journalist og oversætter.
Fra Kais 4. til 8. år boede hans familie i Brooklyn i USA, og hans første læseoplevelser var på engelsk. Men hans mor længtes efter Danmark og flyttede tilbage til København med sønnen. Her gik Kai i Borgerdydskolen på Christianshavn. Han blev student i 1905. Året efter fik han på filosofikum bl.a. filosofiprofessoren Harald Høffding som lærer. Han fandt snart ud af at hans interesse mere lå inden for digtningen, og i 1908 debuterede han med digte i tidsskriftet Tilskueren.
Digtene, som var inspireret af franske digtere, blev godt modtaget og i 1910 udsendte han digtsamlingen Digte 1908-10.
Han blev ansat som litteraturanmelder på dagbladet Riget. Han skiftede i 1913 til Politiken hvor han til 1950 med intervaller på Ekstra Bladet ætsede som litteraturanmelder. Hans forbilleder var den franske oplysningsfilosof Voltaire og de engelske humanister.
Kai Friis Møller udgav en lang række bøger: digtsamlinger (fx Indskrifter (1920)), essaysamlinger (som Profane profeter (1922) og Skribenter og bøger (1942)) og erindringsbøgerne Memoirer i utide (1942) og Memoirer paa høje tid (1960).
Kai Friis Møller virkede også som oversætter. Allerede i 1908 var nogle af hans bidrag til Tilskueren oversættelser af den franske middelalderdigter François Villons digte. I 1932 udkom en samling af Villons Ballader og andre vers oversat af Kai Friis Møller. Han står også bag oversættelsen af Rudyard Kipling digtet "Mandalay" til dansk.
Det var Kai Friis Møller som stod bag opsætningen og udvalget af V. Pios vignetbøger, en samling små bind lyrik, der blev udgivet som bibliofile udgaver omkring 1. verdenskrig. 
Ifølge Tom Kristensen er udenlandslitteraturanmelderen Vuldum i hans nøgleroman Hærværk baseret på Kai Friis Møller .

## Henvisning
- Kai Friis Møller, Memoirer i utide, Thaning & Appel, København, 1942.
- Kai Friis Møller, Memoirer paa høje tid, G.E.C. Gads forlag, København, 1960.
- Kai Friis Møller, Skribenter og Bøger, Gyldendal, 1942.